# Jaws Unleashed
Jaws Unleashed est un jeu vidéo d'action-aventure édité par Majesco Entertainment et THQ et développé par Appaloosa Interactive. Il est sorti en 2006 sur PlayStation 2, Xbox et PC. Il est inspiré du film de Steven Spielberg Les Dents de la mer.

## Scénario
En 2005, trente ans après les évènements catastrophiques de l'été 1975, le maire d'Amity Island signe un contrat d'association avec la société EnvironPlus dans le but de faire énormément de profit. Cependant, un autre grand requin blanc rôde dans les parages. Ce dernier, mécontent des perturbations sur l'écosystème aquatique causées par l'entreprise, est poussé à provoquer le chaos sur l'île.

## Système de jeu
Le joueur incarne le grand requin blanc dans une vue à la troisième personne. Il doit accomplir les missions principales du jeu et peut effectuer des quêtes annexes. Le joueur peut aussi librement explorer autour d'Amity Island.

## Accueil
Jaws Unleashed reçoit un accueil modérément mitigé de la presse spécialisée. Sur Metacritic, il obtient une note de 52 % et de 51 % pour les versions PlayStation 2 et Xbox respectivement, tous deux sur la base de 29 critiques,. La version PC du jeu obtient une note de 55 % sur la base de 11 critiques.